# دانشکده منابع طبیعی مهدیشهر
دانشکده منابع طبیعی مهدیشهر در شهر مهدیشهر مرکز شهرستان مهدیشهر در استان سمنان واقع است.
این واحد دانشگاهی نو بنیان در حال حاضر از زیر مجموعه‌های دانشگاه سمنان است که از سال ۱۳۹۱ در رشته مهندسی منابع طبیعی در مقطع کارشناسی دانشجو می‌پذیرد. .
دانشکده منابع طبیعی مهدیشهر هم اینک یک واحد دانشگاهی وابسته در مهدیشهر است که قرار است با گسترش رشته‌های خود، در کنار دانشکده مهندسی و فناوری کشاورزی مهدیشهر و دانشکده دامپروری مهدیشهر، واحد دولتی مستقلی را به نام دانشگاه مهدیشهر تشکیل دهد.
ساختمان این دانشکده در زمینی به مساحت صد هکتار در جنوب مهدیشهر در حاشیه بلوار خلیج فارس این شهر در حال احداث است.